# Suzi Quatro/Diskografie
Diese Diskografie ist eine Übersicht über die musikalischen Werke der US-amerikanischen Pop-Rock-Sängerin Suzi Quatro. Den Quellenangaben und Schallplattenauszeichnungen zufolge hat sie bisher mehr als 2,8 Millionen Tonträger verkauft, davon alleine in ihrer Heimat über eine Million. Ihre erfolgreichste Veröffentlichung ist die Single Stumblin’ In mit über 1,3 Millionen verkauften Einheiten.

## Alben

### Studioalben
| Jahr | Titel                                     | Höchstplatzierung, Gesamtwochen/‑monate, AuszeichnungChartplatzierungen (Jahr, Titel, Platzierungen, Wochen/Monate, Auszeichnungen, Anmerkungen) | Höchstplatzierung, Gesamtwochen/‑monate, AuszeichnungChartplatzierungen (Jahr, Titel, Platzierungen, Wochen/Monate, Auszeichnungen, Anmerkungen) | Höchstplatzierung, Gesamtwochen/‑monate, AuszeichnungChartplatzierungen (Jahr, Titel, Platzierungen, Wochen/Monate, Auszeichnungen, Anmerkungen) | Höchstplatzierung, Gesamtwochen/‑monate, AuszeichnungChartplatzierungen (Jahr, Titel, Platzierungen, Wochen/Monate, Auszeichnungen, Anmerkungen) | Höchstplatzierung, Gesamtwochen/‑monate, AuszeichnungChartplatzierungen (Jahr, Titel, Platzierungen, Wochen/Monate, Auszeichnungen, Anmerkungen) | Anmerkungen                                               |
| Jahr | Titel                                     | DE | AT | CH | UK | US | Anmerkungen                                               |
| ---- | ----------------------------------------- | --- | --- | --- | --- | --- | --------------------------------------------------------- |
| 1973 | Suzi Quatro auch bekannt als: Can the Can | DE4 Gold · (15 Mt.)DE | AT5 (6 Mt.)AT | — | UK32 Silber · (4 Wo.)UK | US142 (13 Wo.)US | Erstveröffentlichung: 1. Oktober 1973 Verkäufe: + 330.000 |
| 1974 | Quatro                                    | DE15 (5 Mt.)DE | — | — | — | US126 (10 Wo.)US | Erstveröffentlichung: 1. Oktober 1974                     |
| 1975 | Your Mamma Won’t Like Me                  | DE42 (1 Mt.)DE | — | — | — | US146 (6 Wo.)US | Erstveröffentlichung: 1. Mai 1975                         |
| 1976 | Aggro-Phobia                              | — | — | — | — | — | Erstveröffentlichung: 1976                                |
| 1978 | If You Knew Suzi…                         | — | — | — | — | US37 (20 Wo.)US | Erstveröffentlichung: 14. Juli 1978 Verkäufe: + 100.000   |
| 1979 | Suzi … and Other Four Letter Words        | — | — | — | — | US117 (14 Wo.)US | Erstveröffentlichung: Oktober 1979 Verkäufe: + 50.000     |
| 1980 | Rock Hard                                 | — | — | — | — | US165 (5 Wo.)US | Erstveröffentlichung: Oktober 1980                        |
| 1982 | Main Attraction                           | — | — | — | — | — | Erstveröffentlichung: November 1982                       |
| 1991 | Oh, Suzi Q.                               | — | — | — | — | — | Erstveröffentlichung: 9. September 1991                   |
| 2006 | Back to the Drive                         | — | — | CH78 (1 Wo.)CH | — | — | Erstveröffentlichung: 17. Februar 2006                    |
| 2011 | In the Spotlight                          | — | — | — | — | — | Erstveröffentlichung: 26. August 2011                     |
| 2019 | No Control                                | DE31 (2 Wo.)DE | AT39 (1 Wo.)AT | CH42 (2 Wo.)CH | — | — | Erstveröffentlichung: 29. März 2019                       |
| 2021 | The Devil in Me                           | DE28 (3 Wo.)DE | — | CH24 (1 Wo.)CH | — | — | Erstveröffentlichung: 26. März 2021                       |

grau schraffiert: keine Chartdaten aus diesem Jahr verfügbar

### Gemeinschaftsalben
| Jahr | Titel        | Höchstplatzierung, Gesamtwochen, AuszeichnungChartplatzierungen (Jahr, Titel, Platzierungen, Wochen, Auszeichnungen, Anmerkungen) | Höchstplatzierung, Gesamtwochen, AuszeichnungChartplatzierungen (Jahr, Titel, Platzierungen, Wochen, Auszeichnungen, Anmerkungen) | Höchstplatzierung, Gesamtwochen, AuszeichnungChartplatzierungen (Jahr, Titel, Platzierungen, Wochen, Auszeichnungen, Anmerkungen) | Höchstplatzierung, Gesamtwochen, AuszeichnungChartplatzierungen (Jahr, Titel, Platzierungen, Wochen, Auszeichnungen, Anmerkungen) | Höchstplatzierung, Gesamtwochen, AuszeichnungChartplatzierungen (Jahr, Titel, Platzierungen, Wochen, Auszeichnungen, Anmerkungen) | Anmerkungen                                           |
| Jahr | Titel        | DE | AT | CH | UK | US | Anmerkungen                                           |
| ---- | ------------ | --- | --- | --- | --- | --- | ----------------------------------------------------- |
| 2023 | Face to Face | — | — | CH41 (1 Wo.)CH | — | — | Erstveröffentlichung: 11. August 2023 mit KT Tunstall |

Weitere Gemeinschaftsalben
- 1999: Free the Butterfly (mit Shirlie Roden)
- 2017: Quatro, Scott and Powell (mit Andy Scott und Don Powell)

### Livealben
- 1977: Live and Kickin’

### Kompilationen
| Jahr | Titel                       | Höchstplatzierung, Gesamtwochen, AuszeichnungChartplatzierungen (Jahr, Titel, Platzierungen, Wochen, Auszeichnungen, Anmerkungen) | Höchstplatzierung, Gesamtwochen, AuszeichnungChartplatzierungen (Jahr, Titel, Platzierungen, Wochen, Auszeichnungen, Anmerkungen) | Höchstplatzierung, Gesamtwochen, AuszeichnungChartplatzierungen (Jahr, Titel, Platzierungen, Wochen, Auszeichnungen, Anmerkungen) | Höchstplatzierung, Gesamtwochen, AuszeichnungChartplatzierungen (Jahr, Titel, Platzierungen, Wochen, Auszeichnungen, Anmerkungen) | Höchstplatzierung, Gesamtwochen, AuszeichnungChartplatzierungen (Jahr, Titel, Platzierungen, Wochen, Auszeichnungen, Anmerkungen) | Anmerkungen                                              |
| Jahr | Titel                       | DE | AT | CH | UK | US | Anmerkungen                                              |
| ---- | --------------------------- | --- | --- | --- | --- | --- | -------------------------------------------------------- |
| 1980 | Suzi Quatro’s Greatest Hits | — | — | — | UK4 Gold · (9 Wo.)UK | — | Erstveröffentlichung: 14. April 1980 Verkäufe: + 100.000 |

grau schraffiert: keine Chartdaten aus diesem Jahr verfügbar
Weitere Kompilationen
- 1975: The Suzi Quatro Story (12 Golden Hits)
- 1976: BRAVO präsentiert: Suzi Quatro
- 1981: The Suzi Quatro Collection
- 1986: Annie Get Your Gun (Soundtrack)
- 1989: Rock Til Ya Drop
- 1990: The Wild One – The Greatest Hits
- 1995: What Goes Around
- 1996: Premium Gold Collection
- 1996: The Gold Collection
- 1996: The Wild One: Classic Quatro
- 1998: Unreleased Emotion
- 1999: Greatest Hits
- 2000: The Originals / Suzi Quatro
- 2000: Best of 70’s
- 2001: Rough & Though
- 2002: Then and Now
- 2002: Wake Up Little Suzi
- 2003: Suzi Quatro / Quatro
- 2003: Your Mamma Won’t Like Me / Aggro-Phobia
- 2004: A’s,B’s & Rarities
- 2007: If You Knew Suzi / Suzi … and Other Four Letter Words
- 2008: Essentials
- 2014: The Girl from Detroit City
- 2015: The Very Best Of
- 2017: Legend: The Best Of
- 2022: Back To The...Spotlight

### EPs
- 1983: Smokie (mit Smokie und Chris Norman)
- 2022: Uncovered

## Singles

### Als Leadmusikerin
| Jahr | Titel Album                                               | Höchstplatzierung, Gesamtwochen/‑monate, AuszeichnungChartplatzierungen (Jahr, Titel, Album, Platzierungen, Wochen/Monate, Auszeichnungen, Anmerkungen) | Höchstplatzierung, Gesamtwochen/‑monate, AuszeichnungChartplatzierungen (Jahr, Titel, Album, Platzierungen, Wochen/Monate, Auszeichnungen, Anmerkungen) | Höchstplatzierung, Gesamtwochen/‑monate, AuszeichnungChartplatzierungen (Jahr, Titel, Album, Platzierungen, Wochen/Monate, Auszeichnungen, Anmerkungen) | Höchstplatzierung, Gesamtwochen/‑monate, AuszeichnungChartplatzierungen (Jahr, Titel, Album, Platzierungen, Wochen/Monate, Auszeichnungen, Anmerkungen) | Höchstplatzierung, Gesamtwochen/‑monate, AuszeichnungChartplatzierungen (Jahr, Titel, Album, Platzierungen, Wochen/Monate, Auszeichnungen, Anmerkungen) | Anmerkungen                                                                    |
| Jahr | Titel Album                                               | DE | AT | CH | UK | US | Anmerkungen                                                                    |
| ---- | --------------------------------------------------------- | --- | --- | --- | --- | --- | ------------------------------------------------------------------------------ |
| 1973 | Can the Can Suzi Quatro / Can the Can                     | DE1 (25 Wo.)DE | AT2 (4 Mt.)AT | CH1 (4 Mt.)CH | UK1 Silber · (14 Wo.)UK | US56 (4 Wo.)US | Erstveröffentlichung: 27. April 1973 Verkäufe: + 250.000                       |
| 1973 | 48 Crash Suzi Quatro / Can the Can                        | DE2 (21 Wo.)DE | AT6 (3 Mt.)AT | CH2 (13 Wo.)CH | UK3 (9 Wo.)UK | — | Erstveröffentlichung: 16. Juli 1973                                            |
| 1973 | Daytona Demon –                                           | DE2 (19 Wo.)DE | AT11 (3 Mt.)AT | CH3 (9 Wo.)CH | UK14 (13 Wo.)UK | — | Erstveröffentlichung: 15. Oktober 1973                                         |
| 1974 | Devil Gate Drive Quatro                                   | DE2 (19 Wo.)DE | AT14 (4 Mt.)AT | CH2 (10 Wo.)CH | UK1 Gold · (11 Wo.)UK | — | Erstveröffentlichung: 1. Februar 1974 Verkäufe: + 500.000                      |
| 1974 | All Shook Up Suzi Quatro / Can the Can                    | — | — | — | — | US85 (3 Wo.)US | Erstveröffentlichung: 1974                                                     |
| 1974 | Too Big Quatro                                            | DE6 (16 Wo.)DE | — | — | UK14 (6 Wo.)UK | — | Erstveröffentlichung: 17. Juni 1974                                            |
| 1974 | The Wild One Quatro                                       | DE5 (17 Wo.)DE | — | — | UK7 (10 Wo.)UK | — | Erstveröffentlichung: 7. Oktober 1974                                          |
| 1975 | Your Mamma Won’t Like Me                                  | DE27 (5 Wo.)DE | — | — | UK31 (5 Wo.)UK | — | Erstveröffentlichung: 28. Januar 1975                                          |
| 1975 | I Bit Off More Than I Could Chew Your Mamma Won’t Like Me | DE34 (1 Wo.)DE | — | — | — | — | Erstveröffentlichung: 4. April 1975                                            |
| 1976 | Tear Me Apart Aggro-Phobia                                | — | — | — | UK27 (6 Wo.)UK | — | Erstveröffentlichung: 23. August 1976                                          |
| 1978 | If You Can’t Give Me Love If You Knew Suzi…               | DE5 (23 Wo.)DE | AT9 (4 Mt.)AT | CH4 (15 Wo.)CH | UK4 Silber · (13 Wo.)UK | US45 (8 Wo.)US | Erstveröffentlichung: 24. Februar 1978 Verkäufe: + 250.000                     |
| 1978 | Stumblin’ In If You Knew Suzi…                            | DE2 Gold · (20 Wo.)DE | AT6 (4 Mt.)AT | CH7 (10 Wo.)CH | UK41 (8 Wo.)UK | US4 Gold · (22 Wo.)US | Erstveröffentlichung: 3. November 1978 Verkäufe: + 1.310.000; mit Chris Norman |
| 1979 | The Race Is on If You Knew Suzi…                          | DE15 (16 Wo.)DE | AT10 (3 Mt.)AT | — | UK43 (5 Wo.)UK | — | Erstveröffentlichung: 30. Juni 1978                                            |
| 1979 | Don’t Change My Luck If You Knew Suzi…                    | DE35 (5 Wo.)DE | — | — | — | — | Erstveröffentlichung: 14. Mai 1979                                             |
| 1979 | She’s in Love with You Suzi…and Other Four Letter Words   | DE8 (23 Wo.)DE | AT4 (2½ Mt.)AT | CH6 (9 Wo.)CH | UK11 (9 Wo.)UK | US41 (11 Wo.)US | Erstveröffentlichung: 7. Oktober 1979                                          |
| 1980 | Mama’s Boy Suzi…and Other Four Letter Words               | DE19 (16 Wo.)DE | — | — | UK34 (5 Wo.)UK | — | Erstveröffentlichung: 7. Januar 1980                                           |
| 1980 | I’ve Never Been in Love Suzi…and Other Four Letter Words  | DE38 (11 Wo.)DE | — | — | UK56 (3 Wo.)UK | US44 (8 Wo.)US | Erstveröffentlichung: 24. März 1980                                            |
| 1980 | Rock Hard                                                 | DE26 (13 Wo.)DE | — | — | UK68 (2 Wo.)UK | — | Erstveröffentlichung: 3. September 1980                                        |
| 1981 | Glad All Over Rock Hard                                   | DE70 (5 Wo.)DE | — | — | — | — | Erstveröffentlichung: 4. Januar 1981                                           |
| 1981 | Lipstick Rock Hard                                        | — | — | — | — | US51 (9 Wo.)US | Erstveröffentlichung: 17. Januar 1981                                          |
| 1982 | Heart of Stone Main Attraction                            | — | — | — | UK60 (3 Wo.)UK | — | Erstveröffentlichung: 7. Oktober 1982                                          |

Weitere Singles
| - 1972: Rolling Stone - 1974: Keep a Knockin’ - 1975: I May Be Too Young - 1976: Make Me Smile - 1977: Roxy Roller - 1983: Main Attraction - 1984: I Go Wild - 1985: Tonight I Could Fall In Love - 1986: Wild Thing (mit Reg Presley) - 1988: We Found Love - 1989: Baby You’re a Star - 1991: The Great Midnight Rock ’n Roll House Party - 1991: Kiss Me Goodbye - 1993: Hey Charly - 1993: Fear of the Unknown - 1994: If I Get Lucky - 1995: What Goes Around - 2005: Singing with Angels (mit The Jordanaires und dem Gitarristen James Burton) | - 2006: I’ll Walk Through the Fire with You - 2010: Singing with Angels - 2011: Strict Machine - 2011: Whatever Love Is - 2014: The Girl from Detroit City - 2019: No Soul / No Control - 2019: Macho Man - 2019: Heavy Duty - 2019: Love Isn’t Fair - 2019: Heart on the Line - 2020: My Heart and Soul (I Need You Home for Christmas) - 2021: The Devil in Me - 2021: I Sold My Soul Today - 2021: Do Ya Dance - 2022: Motor City Riders - 2022: Can the Can (2022 remastered) - 2022: Bad Moon Rising |

### Als Gastmusikerin
| Jahr | Titel Album      | Höchstplatzierung, Gesamtwochen, AuszeichnungChartplatzierungen (Jahr, Titel, Album, Platzierungen, Wochen, Auszeichnungen, Anmerkungen) | Höchstplatzierung, Gesamtwochen, AuszeichnungChartplatzierungen (Jahr, Titel, Album, Platzierungen, Wochen, Auszeichnungen, Anmerkungen) | Höchstplatzierung, Gesamtwochen, AuszeichnungChartplatzierungen (Jahr, Titel, Album, Platzierungen, Wochen, Auszeichnungen, Anmerkungen) | Höchstplatzierung, Gesamtwochen, AuszeichnungChartplatzierungen (Jahr, Titel, Album, Platzierungen, Wochen, Auszeichnungen, Anmerkungen) | Höchstplatzierung, Gesamtwochen, AuszeichnungChartplatzierungen (Jahr, Titel, Album, Platzierungen, Wochen, Auszeichnungen, Anmerkungen) | Anmerkungen                                                 |
| Jahr | Titel Album      | DE | AT | CH | UK | US | Anmerkungen                                                 |
| ---- | ---------------- | --- | --- | --- | --- | --- | ----------------------------------------------------------- |
| 2014 | All Together Now | — | — | — | UK70 (1 Wo.)UK | — | Erstveröffentlichung: 5. Dezember 2014 mit Peace Collective |

### Splits
- Krach 48 – Go Roku (48 Crash) / Aniołek (Angie) (mit The Rolling Stones)

## Videoalben
| Jahr | Titel  | Höchstplatzierung, Gesamtwochen, AuszeichnungChartplatzierungen (Jahr, Titel, Platzierungen, Wochen, Auszeichnungen, Anmerkungen) | Höchstplatzierung, Gesamtwochen, AuszeichnungChartplatzierungen (Jahr, Titel, Platzierungen, Wochen, Auszeichnungen, Anmerkungen) | Höchstplatzierung, Gesamtwochen, AuszeichnungChartplatzierungen (Jahr, Titel, Platzierungen, Wochen, Auszeichnungen, Anmerkungen) | Höchstplatzierung, Gesamtwochen, AuszeichnungChartplatzierungen (Jahr, Titel, Platzierungen, Wochen, Auszeichnungen, Anmerkungen) | Höchstplatzierung, Gesamtwochen, AuszeichnungChartplatzierungen (Jahr, Titel, Platzierungen, Wochen, Auszeichnungen, Anmerkungen) | Anmerkungen                |
| Jahr | Titel  | DE | AT | CH | UK | US | Anmerkungen                |
| ---- | ------ | --- | --- | --- | --- | --- | -------------------------- |
| 2019 | Suzi Q | — | — | — | UK18 (4 Wo.)UK | — | Erstveröffentlichung: 2019 |

Weitere Videoalben
- 2004: Leather Forever: The Wild One Live! (Verkäufe: + 7.500)

## Boxsets
| Jahr | Titel                  | Höchstplatzierung, Gesamtwochen, AuszeichnungChartplatzierungen (Jahr, Titel, Platzierungen, Wochen, Auszeichnungen, Anmerkungen) | Höchstplatzierung, Gesamtwochen, AuszeichnungChartplatzierungen (Jahr, Titel, Platzierungen, Wochen, Auszeichnungen, Anmerkungen) | Höchstplatzierung, Gesamtwochen, AuszeichnungChartplatzierungen (Jahr, Titel, Platzierungen, Wochen, Auszeichnungen, Anmerkungen) | Höchstplatzierung, Gesamtwochen, AuszeichnungChartplatzierungen (Jahr, Titel, Platzierungen, Wochen, Auszeichnungen, Anmerkungen) | Höchstplatzierung, Gesamtwochen, AuszeichnungChartplatzierungen (Jahr, Titel, Platzierungen, Wochen, Auszeichnungen, Anmerkungen) | Anmerkungen                          |
| Jahr | Titel                  | DE | AT | CH | UK | US | Anmerkungen                          |
| ---- | ---------------------- | --- | --- | --- | --- | --- | ------------------------------------ |
| 2022 | The Rock Box 1973–1979 | DE99 (1 Wo.)DE | — | — | — | — | Erstveröffentlichung: 15. April 2022 |

## Statistik

### Chartauswertung
|                     | DE    | AT    | CH    | UK    | US    |
| ------------------- | ----- | ----- | ----- | ----- | ----- |
| Nummer-eins-Alben   | DE—DE | AT—AT | CH—CH | UK—UK | US—US |
| Top-10-Alben        | DE1DE | AT1AT | CH—CH | UK1UK | US—US |
| Alben in den Charts | DE6DE | AT2AT | CH4CH | UK2UK | US6US |

|                       | DE     | AT    | CH    | UK     | US    |
| --------------------- | ------ | ----- | ----- | ------ | ----- |
| Nummer-eins-Singles   | DE1DE  | AT—AT | CH1CH | UK2UK  | US—US |
| Top-10-Singles        | DE9DE  | AT6AT | CH7CH | UK5UK  | US1US |
| Singles in den Charts | DE17DE | AT8AT | CH7CH | UK16UK | US7US |

|                          | DE    | AT    | CH    | UK    | US    |
| ------------------------ | ----- | ----- | ----- | ----- | ----- |
| Nummer-eins-Videoalben   | DE—DE | AT—AT | CH—CH | UK—UK | US—US |
| Top-10-Videoalben        | DE—DE | AT—AT | CH—CH | UK—UK | US—US |
| Videoalben in den Charts | DE—DE | AT—AT | CH—CH | UK1UK | US—US |

### Auszeichnungen für Musikverkäufe
| Goldene Schallplatte - Australien - 2007: für das Videoalbum Leather Forever: The Wild One Live! - Finnland - 1975: für das Album Suzi Quatro - Kanada - 1979: für das Album Suzi...and Other Four Letter Words | Platin-Schallplatte - Kanada - 1979: für das Album If You Knew Suzi… 2× Platin-Schallplatte - Neuseeland - 2023: für die Single Stumblin’ In |

Anmerkung: Auszeichnungen in Ländern aus den Charttabellen bzw. Chartboxen sind in ebendiesen zu finden.
| Land/RegionAuszeichnungen für Musikverkäufe (Land/Region, Auszeichnungen, Verkäufe, Quellen) | Silber     | Gold     | Platin     | Verkäufe  | Quellen           |
| -------------------------------------------------------------------------------------------- | ---------- | -------- | ---------- | --------- | ----------------- |
| Australien (ARIA)                                                                            | —          | Gold1    | —          | 7.500     | aria.com.au       |
| Deutschland (BVMI)                                                                           | —          | 2× Gold2 | —          | 500.000   | musikindustrie.de |
| Finnland (IFPI)                                                                              | —          | Gold1    | —          | 20.000    | ifpi.fi           |
| Kanada (MC)                                                                                  | —          | Gold1    | Platin1    | 150.000   | musiccanada.com   |
| Neuseeland (RMNZ)                                                                            | —          | —        | 2× Platin2 | 60.000    | radioscope.co.nz  |
| Vereinigte Staaten (RIAA)                                                                    | —          | Gold1    | —          | 1.000.000 | riaa.com          |
| Vereinigtes Königreich (BPI)                                                                 | 3× Silber3 | 2× Gold2 | —          | 1.160.000 | bpi.co.uk         |
| Insgesamt                                                                                    | 3× Silber3 | 8× Gold8 | 3× Platin3 |           |                   |